# مثلث پنروز

مثلث پنرز‌

مثلث پِنرُز یکی از چیز های غیر ممکن است که نخستین بار توسط هنرمندی سوئدی به نام اسکار ریوتیسفارد در سال ۱۹۳۴ طراحی شد. راجِر پِنرُز، ریاضی‌دان بریتانیایی در دههٔ ۱۹۵۰ مستقل از ریوتیسفارد این چیز را آفرید و به شهرت رساند و آن را «عدم امکان در ناب‌ترین شکل ممکن» توصیف کرد. این چیز پس ها در آثار هنرمندی به‌نام موریس اشر بسیار به کار رفت. ترسیم‌های پیشینِ او از چیزهای غیرممکن تا اندازه ای الهام‌بخشِ این سه گوش بود.
این شی یکی از چیزهای مورد توجه ریاضی‌دانان در موضوعات مربوط به توپولوژی است. فرم کلی آن به شکلی است که می‌توان آن را به n-ضلعی‌های دیگر تعمیم داد.

## نگارخانه